# Colegio Vizcaya
La Sociedad Cooperativa de Enseñanza Colegio Vizcaya, más conocida como Colegio Vizcaya (en euskera, Bizkaia Ikastetxea), es un centro educativo de tipo concertado ubicado en el término municipal de Zamudio, en la provincia de Vizcaya, España.
Está constituido como una cooperativa de enseñanza que acoge a padres y alumnos mayores de edad y que está sujeta a los principios y disposiciones de la Ley 4/1993, 24 de junio de Cooperativas de Euskadi, aprobada por el Parlamento Vasco así como a los preceptos legales y a los presentes Estatutos.
Su ámbito educativo abarca todos los niveles de la etapa escolar no universitaria, desde primer ciclo de educación infantil, primaria y secundaria, hasta Bachillerato. Además cuenta con tres edificios interconectados utilizados como Escuela Infantil para el alumnado menor de tres años.
Es un centro de referencia por sus múltiples proyectos de innovación educativos, entre los que pueden destacar la metodología Montessori utilizada en educación infantil o el uso de tablets desde tercer ciclo de primaria hasta Bachillerato.
Su importancia a nivel nacional en educación, lo ratifican el número de reconocimientos recibidos. Además, en 2010, recibió la visita del entonces lendakari Patxi López y cada año El Mundo, El Español y Forbes lo incluyen dentro de un ranking elaborado por cada medio, que recoge los mejores centros educativos a nivel estatal.

## Inicios
El origen de la CECV se encuentra en el Colegio Oficial de Peritos Industriales de Bilbao. En abril de 1967, se distribuyó entre sus miembros una circular que indicaba: “La junta de gobierno de este Colegio, por iniciativa de la comisión nombrada para el fomento de actividades sociales, tiene el proyecto de crear un Colegio de Enseñanza Media para los hijos de todos los colegiados, con carácter de Cooperativa”.
El 17 de octubre de 1967, se acordó por unanimidad la constitución de la Cooperativa de Enseñanza Colegio Vizcaya. El reconocimiento se publicó en el BOE del 29 de enero de 1968. Quedaba aprobado el primer colegio de Segunda Enseñanza Cooperativa de Bilbao.
La CECV comienza a prestar sus servicios el 5 de octubre de 1970.

## Servicios
- Aula Matinal
- Transporte escolar
- Comedor (cocina propia atendida por personal propio)
- Pizarras Digitales
- Uso habitual de tabletas y ordenadores portátiles
- Actividades extraescolares (deportivas, tecnológicas, de idiomas,...)
- Otras actividades (culturales, solidarias, medioambientales, de verano,...)
- Departamento de Psicología y Orientación
- Escuela de familias "Con Valores"
- Departamento de Informática
- Primeros auxilios
- Aparcamiento

## Instalaciones académicas
- Laboratorios de biología, física y química
- Laboratorio de cocina
- Invernadero
- Aula de informática
- Aula de música
- Enfermería
- Taller de tecnología
- Biblioteca
- Vermicompostaje

## Instalaciones deportivas
Interiores:
- Piscina semiolímpica climatizada
- Pabellón polideportivo Miguel Arandia
- Polideportivo secundario (apto para baloncesto, balonmano, voleibol y fútbol sala)

Exteriores
- Campo de fútbol 11 de hierba artificial
- Pistas de tenis (2)
- Canchas de baloncesto de minibasket (2)
- Cancha de baloncesto estándar
- Campos de fútbol sala (2)
- Pista de atletismo, foso para salto de longitud y colchoneta para salto de altura

## Alumnos célebres
Entre los alumnos que han pasado por este colegio en sus más de 45 años de historia se encuentran conocidos personajes de la vida española y vasca como Carlos Urquijo (político del Partido Popular), Virginia Berasategi (triatleta), Eduardo Arroyo Muñoz (arquitecto), Aner Uriarte (juez decano de Bilbao), Jon García (futbolista), Alejandro Rego (futbolista), Sergio Vez (subcampeón del mundo de curling mixto), Alex Oviedo (escritor), Andrea Arrizabalaga (presentadora de EITB), Ángela Saiz (reportera de EITB) y Nicolás Rodríguez (redactor de El Chiringuito de Jugones).

## Menciones en prensa en los últimos años
- El Mundo lo sitúa en el 12.º puesto dentro de los 100 mejores colegios de España (2023).[6]
- El Español lo sitúa entre los 100 mejores colegios de España (2023).[7]
- Forbes lo sitúa entre los mejores colegios de España (2023).[8]
- El Mundo lo sitúa en el 10.º puesto dentro de los 100 mejores colegios de España (2024).[9]
- El Español lo sitúa entre los 100 mejores colegios de España (2024).[10]
- Forbes lo sitúa entre entre los 100 mejores colegios de España (2024).[11]

## Reconocimientos y premios
- Premio Anual de Arquitectura del Colegio Oficial de Arquitectos Vasco-Navarro al edificio de 0-3 años (1999).
- El Ministerio de Fomento incluye al edificio de 0-3 años como una de las obras más representativas de la arquitectura española de los últimos 50 años (2000).
- Premio Q de Plata de Euskalit (2003).
- Premio a la Calidad en Educación del Ministerio de Educación, Cultura y Deporte (2003).
- Finalista del Premio FAD de Arquitectura por la construcción de la piscina (2003).
- Diploma de la Comunidad Europea “Jóvenes por Europa” (2003).
- Mención Honorífica de Investigación y Desarrollo Educativo (CIDE) del Ministerio de Educación y Ciencia por el Proyecto de Innovación “Cooperar, disfrutar y aprender Matemáticas. 3.º Ciclo de Primaria” (2004).
- Premio Europeo a la Calidad EFQM en Mejora Continua e Innovación (2006).
- Certificado de Escuela Sostenible (2010).
- Celebración del 40 Aniversario de la Cooperativa con la inauguración por parte del Lehendakari Patxi López del nuevo pabellón polideportivo “Miguel Arandia” (2010).
- 2.º Galardón del Premio Marta Mata a la calidad de los centros educativos en la modalidad de Educación Infantil y Primaria del Ministerio de Educación, Cultura y Deporte (2011).
- Distintivo de calidad “Sello Escuela 2.0” del Ministerio de Educación, Cultura y Deporte (2011).
- Incluido como ejemplo de Empresa Excelente en Gestión en un proyecto llevado a cabo por la UPV/EHU y financiado por el Ministerio de Sanidad, Política Social e Igualdad (2013).
- The European Region of the International Cooperative Alliance nos presentó, junto con Eroski, como modelos de buenas prácticas en el País Vasco (2014).
- Primer Finalista del Premio Quality Innovation of the Year, en la categoría Innovación en el sector educativo en Euskadi (2015).
- Premio europeo Quality Innovation of the Year, en el sector educativo por la innovación "Cocinando las Ciencias" (2017).
- Certificado de Madurez tecnológica Avanzada del Gobierno Vasco (2018)
- Sello Vida Saludable del Ministerio de Educación y Formación Profesional (2019).